# Марчић
Марчић − презиме које је распрострањено у околини Врања и Бара. Претпоставља се да су се Марчићи после најезде Турака настанили на граници Словеније и Хрватске одакле су се после пар векова поново населили на подручјима на којима се и сада налазе. Један од оснивача и обновитеља манастира Марче (области у коју су Марчићи избегли од Турака) био је митрополит дабробосански Гаврило Аврамовић. Синови (Живојин Марчић и Благоје Марчић) познатог трговца из Врања Зафира Марчића (помиње се у „Коштани“) су се после Првог светског рата настанили у Младеновцу односно млађи син Благоје се касније одселио у центар Београда. Из историје Младеновца се може видети да је Живојин завршио, после преласка Албаније 1915. године (Ђачки одред), школу у Француској. Благоје је био оснивач и први директор грађанске гимназије у Младеновцу. 
Потомци ових Марчића данас живе углавном у Београду. 